# Литвиненко, Иван Фёдорович (лейтенант)
Иван Фёдорович Литвиненко (1918—2012) — лейтенант Рабоче-крестьянской Красной Армии, участник Великой Отечественной войны, Герой Советского Союза (1943).

## Биография
Иван Литвиненко родился 17 сентября 1918 года в селе Поповка (ныне — Глобинский район Полтавской области Украины). После окончания школы работал сначала водителем в машинно-тракторной станции, затем стал служащим строительной организации в Киевском военном округе. В 1939 году Литвиненко был призван на службу в Рабоче-крестьянскую Красную Армию. С июня 1943 года — на фронтах Великой Отечественной войны.
К сентябрю 1943 года старший сержант Иван Литвиненко был механиком-водителем танка 53-го танкового полка 69-й механизированной бригады 9-го механизированного корпуса 3-й гвардейской танковой армии Воронежского фронта. Отличился во время битвы за Днепр. В ночь с 21 на 22 сентября 1943 года Литвиненко переправился через Днепр в районе села Зарубинцы Каневского района Черкасской области Украинской ССР и принял активное участие в боях за удержание плацдарма, отражая немецкие контратаки. 26 сентября 1943 года Литвиненко лично уничтожил вражеский танк, а 29 сентября — около взвода пехоты, 3 пулемёта, 1 артиллерийское орудие.
Указом Президиума Верховного Совета СССР от 17 ноября 1943 года за «мужество и героизм, проявленные при форсировании Днепра и удержании плацдарма на его правом берегу» старший сержант Иван Литвиненко был удостоен высокого звания Героя Советского Союза с вручением ордена Ленина и медали «Золотая Звезда» за номером 2312.
В октябре 1945 года Литвиненко окончил Киевское танко-техническое училище, после чего был уволен в запас. Проживал в Киеве, работал в органах прокуратуры, затем юрисконсультом в автотресте.
Умер 23 марта 2012 года, похоронен на Байковом кладбище Киева.
Был также награждён орденами Отечественной войны 1-й степени и Красной Звезды, рядом медалей.